# Kazimierz Ehrenberg
Kazimierz Ehrenberg (ur. 22 lutego 1870 w Warszawie, zm. 22 lutego 1932 w Genewie) – polski dziennikarz, publicysta, krytyk teatralny oraz tłumacz sztuk teatralnych.

## Życiorys
Syn Gustawa i Emilii Pancer. Ukończył Gimnazjum Św. Anny w Krakowie, na Uniwersytecie Jagiellońskim studiował literaturę polską. Od 1896 współpracownik dziennika „Czas”, a następnie „Głosu Narodu”. Od 1902 sekretarz i recenzent teatralny warszawskiego „Wieku”. Od 1905 publicysta polityczny „Kuriera Porannego”. W okresie I wojny światowej działał w Moskwie i Petersburgu. W okresie międzywojennym związany z „Gazetą Polską”. 27 listopada 1929 został odznaczony Krzyżem Komandorskim Orderu Odrodzenia Polski. Członek Międzynarodowego Stowarzyszenia Dziennikarzy (działającego przy Lidze Narodów). Od 1931 do końca życia pracował w Genewie, jako korespondent „Gazety Polskiej”.
Został pochowany 3 marca 1932 na cmentarzu Powązkowskim w Warszawie (kwatera 325-4-12).